# Íñigo II Garcés
Íñigo Garcés Íñigo anche in spagnolo, in galiziano e in portoghese, Ennec in catalano, Enneco in aragonese e Eneko in basco (860 circa – 933 circa) fu co-regnante del re di Pamplona dall'882 al 905.

## Origine
Secondo il codice di Roda Íñigo era figlio primogenito di Garcia II e della sua prima moglie, Oneca Rebele di Sangüesa.

García II Jiménez era figlio di Jimeno I Garcés(discendente di Íñigo Jiménez Arista) e della moglie, di cui non si conoscono né il nome né gli ascendenti.

Secondo il codice di Roda era figlio di Jimeno ed era fratello di Iñigo I; anche En los albores del reino¿dinastía Iñiga?,¿dinastía Jimena? tratta la questione accettando che Íñigo e Garcia furono fratelli.

## Biografia

Il regno di Pamplona (regno di Navarra), nel IX secolo.

Dopo la sconfitta nella battaglia di Lumbier, combattuta conto l'emiro di Cordova Muḥammad I ibn ʿAbd al-Raḥmān, nell'882, in cui morì il re di Pamplona, García I Íñiguez, mentre sul trono di Pamplona a Garcia I succedette il figlio Fortunato, già associato al trono dall'876, Íñigo succedette a suo padre, Garcia, come co-regnante di Fortunato Garcés, che da poco era stato liberato dall'emiro di al-Andalus, Muḥammad I, dopo circa vent'anni di prigionia, come riporta lo storico medievalista navarro José María Lacarra, nel suo Historia del Reino de Navarra en la Edad Media.
Molto probabilmente regnò in armonia con Fortunato e si schierò con lui quando fu attaccato, dal re delle Asturie, Alfonso III e dal Conte di Ribagorza e di Pallars, Raimondo I, che li sconfissero e deposero Fortunato, mettendo sul trono il nipote di Raimondo I, Sancho I Garcés, fratellastro di Íñigo, come riporta ancoraJ osé María Lacarra.

Anche Íñigo II molto probabilmente fu privato del titolo regale e forse andò in esilio a Cordova, con i suoi tre figli minori.; comunque di Íñigo, dopo il 905, non si hanno più notizie sino al 925, dove appare citato con il fratellastro Sancho I Garcés in una donazione fatta al monastero di San Martino di Albelda, secondo il documento n° 3 del Cartulario de Albelda (non consultato).
Nel 931, alla morte del fratellastro Jimeno II Garces (circa 870-931), che era stato reggente (ma in effetti vero re) per conto del nipote García I Sánchez dal 925 alla sua morte, gli subentrò nella tutela del nipote, ma dopo due anni la madre del re, Toda di Navarra, gli sottrasse l'incarico, come riportato da Historia de España de la Edad Media (non consultato).
Íñigo morì probabilmente in quello stesso 933.

## Discendenza
Inigo, secondo il codice di Roda, aveva sposato Jimena Velasquez, figlia di Velasco Fortunez, quindi nipote del re di Navarra Fortunato, da cui ebbe cinque figli:
- Toda, che sposò García Íñiguez di Olza[8]
- García, che morì a Liédena, combattendo Alfonso III delle Asturie ed il conte di Pallars[8]
- Jimeno, esule a Cordova, dopo il 905[8]
- Fortunato, esule a Cordova, dopo il 905[8]
- Sancho, esule a Cordova, dopo il 905[8].

## Ascendenza
|                          |   |        | Genitori |  |  | Nonni |  |  | Bisnonni              |  |  | Trisnonni          |  |
|                          |   |        |          |  |  |       |  |  | Garcia I di Guascogna |  |  | Semen di Guascogna |  |
|                          |   |        |          |  |  |       |  |  | Garcia I di Guascogna |  |  | Semen di Guascogna |  |
|                          |   | Onneca |          |  |  |       |  |  | Garcia I di Guascogna |  |  |                    |  |
| Jimeno I Garcés          |   |        |          |  |  |       |  |  | Garcia I di Guascogna |  |  |                    |  |
|                          |   | …      | …        |  |  |       |  |  |                       |  |  |                    |  |
|                          |   | …      | …        |  |  |       |  |  |                       |  |  |                    |  |
|                          |   | …      | …        |  |  |       |  |  |                       |  |  |                    |  |
| García II Jiménez        |   | …      |          |  |  |       |  |  |                       |  |  |                    |  |
|                          |   | …      | …        |  |  |       |  |  |                       |  |  |                    |  |
|                          |   | …      | …        |  |  |       |  |  |                       |  |  |                    |  |
|                          |   | …      | …        |  |  |       |  |  |                       |  |  |                    |  |
| …                        |   | …      |          |  |  |       |  |  |                       |  |  |                    |  |
|                          |   | …      | …        |  |  |       |  |  |                       |  |  |                    |  |
|                          |   | …      | …        |  |  |       |  |  |                       |  |  |                    |  |
|                          |   | …      | …        |  |  |       |  |  |                       |  |  |                    |  |
| Íñigo II Garcés          |   | …      |          |  |  |       |  |  |                       |  |  |                    |  |
|                          | … | …      |          |  |  |       |  |  |                       |  |  |                    |  |
|                          | … | …      |          |  |  |       |  |  |                       |  |  |                    |  |
|                          | … | …      |          |  |  |       |  |  |                       |  |  |                    |  |
| …                        | … |        |          |  |  |       |  |  |                       |  |  |                    |  |
|                          |   | …      | …        |  |  |       |  |  |                       |  |  |                    |  |
|                          |   | …      | …        |  |  |       |  |  |                       |  |  |                    |  |
|                          |   | …      | …        |  |  |       |  |  |                       |  |  |                    |  |
| Oneca Rebele di Sangüesa |   | …      |          |  |  |       |  |  |                       |  |  |                    |  |
|                          |   | …      | …        |  |  |       |  |  |                       |  |  |                    |  |
|                          |   | …      | …        |  |  |       |  |  |                       |  |  |                    |  |
|                          |   | …      | …        |  |  |       |  |  |                       |  |  |                    |  |
| …                        |   | …      |          |  |  |       |  |  |                       |  |  |                    |  |
|                          |   | …      | …        |  |  |       |  |  |                       |  |  |                    |  |
|                          |   | …      | …        |  |  |       |  |  |                       |  |  |                    |  |
|                          |   | …      | …        |  |  |       |  |  |                       |  |  |                    |  |
|                          |   | …      |          |  |  |       |  |  |                       |  |  |                    |  |

### Fonti primarie
- (LA)  Textos navarros del Códice de Roda Archiviato il 31 gennaio 2021 in Internet Archive..
- (ES)  CRONICA DE SAN JUAN DE LA PEÑA.

### Letteratura storiografica
- (ES)  #ES En los albores del reino¿dinastía Iñiga?,¿dinastía Jimena?.
- (FR)  #ES La Vasconie.
- (ES)  #ES Historia del Reino de Navarra en la Edad Media.